# Tirint
Tirint (în l.gr.veche Τίρυνς, în l.gr. nouă Τίρυνθα = Tíryntha) a fost un oraș antic grecesc din Peloponez, situat la sud-est de Argos (Grecia).
Teritoriul cetății a fost ocupat începând cu secolul III î.C. 
Masiva citadelă de factură miceniană se află pe un deal stâncos de 25-30 m înălțime. Orașul era protejat de ziduri ciclopice.
Palatul regal din Tirint (ca și cele de la Micene, Argos și Pilos), aveau drept element comun cunoscutul megaron, o sală centrală principală din care se intra într-o curte. 

## Galerie de imagini

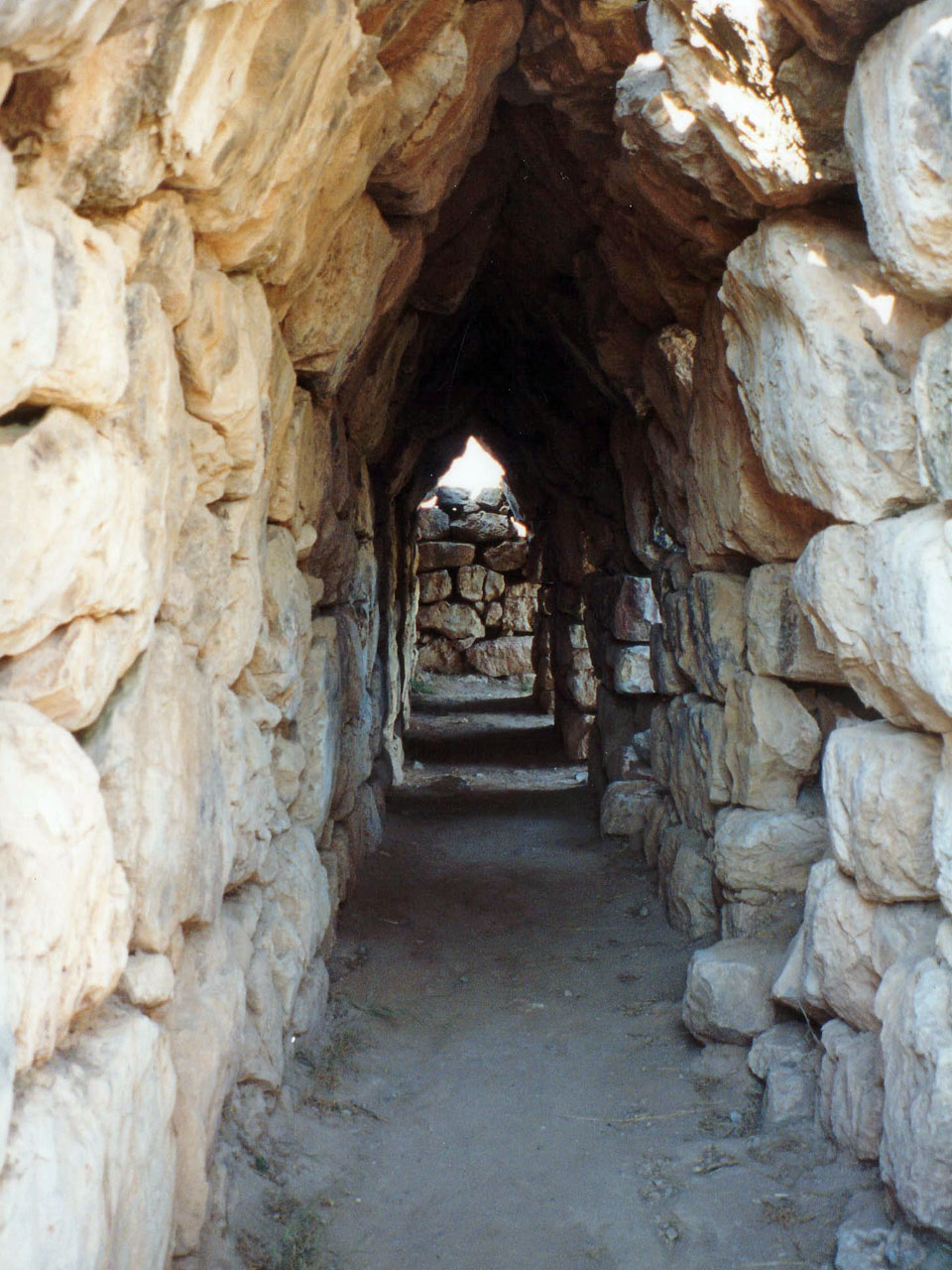
Pasaj în Palatul din Tirint